# Liste der Monuments historiques in Cernoy
Die Liste der Monuments historiques in Cernoy führt die Monuments historiques in der französischen Gemeinde Cernoy auf.

## Liste der Bauwerke
| Bezeichnung              | Beschreibung                       | Standort | Kennzeichnung | Schutzstatus | Datum | Bild           |
| ------------------------ | ---------------------------------- | -------- | ------------- | ------------ | ----- | -------------- |
| Chapelle des Trois-Etots | Kapelle, erbaut im 16. Jahrhundert | (Lage)   | PA00114571    | Classé       | 1970  | weitere Bilder |